# Strings!
| Recensione | Giudizio |
| ---------- | -------- |
| AllMusic   |          |

Strings! è il secondo album discografico del chitarrista jazz statunitense Pat Martino, pubblicato dalla casa discografica Prestige Records nel marzo del 1968.

## Tracce

### LP
Lato A
1. Strings! – 5:57 (musica: Pat Martino)
2. Minority – 9:20 (musica: Gigi Gryce)

Lato B
1. Lean Years – 8:37 (musica: Pat Martino)
2. Mom – 7:20 (musica: Pat Martino)
3. Querido – 6:07 (musica: Pat Martino)

## Formazione
- Pat Martino – chitarra
- Joe Farrell – sassofono tenore, flauto
- Cedar Walton – piano
- Ben Tucker – contrabbasso
- Walter Perkins – batteria
- Dave Levin – percussioni (brano: Strings)
- Ray Appleton – percussioni (brano: Strings)

Note aggiuntive
- Don Schlitten – produttore
- Registrazioni effettuate il 2 ottobre 1967 a New York City, New York
- Richard Alderson – ingegnere delle registrazioni
- Mark Gardner – note retrocopertina album originale[3]